# Amber Moore
Amber Moore is een personage uit de Amerikaanse soapserie The Bold and the Beautiful en zusterserie The Young and the Restless. Adrienne Frantz speelde de rol van 18 juli 1997 tot 14 april 2005. In 2006 werd aangekondigd dat Frantz de overstap maakte naar The Young and the Restless. Voorheen waren al een aantal personages uit Genoa City naar Los Angeles gekomen; nu werden de rollen omgedraaid. Frantz maakte haar opwachting op 29 november 2006 en bleef bijna vier jaar, tot 27 mei 2010, en verhuisde toen weer naar The Bold and the Beautiful waar ze weer verscheen vanaf 1 juni 2010. In 2012 werd ze van haar contractstatus gehaald, en verdween daarna zonder uitleg uit beeld. In 2013 dook ze nog eenmalig op in Genoa City voor de begrafenis van Katherine Chancellor. 